# 赫瓦賈·阿西夫
赫瓦賈·穆罕默德·阿西夫（英語：Khawaja Muhammad Asif，1949年8月9日—），是一名巴基斯坦政治人物及国防部部长。他在2017年8月被任命为巴基斯坦外交部长。在此之前，阿西夫曾在2013年至2017年担任国防部部长。